# Hypephyra catotranes
Hypephyra catotranes är en fjärilsart som beskrevs av Louis Beethoven Prout. Hypephyra catotranes ingår i släktet Hypephyra och familjen mätare. Inga underarter finns listade i Catalogue of Life.